# Championnats d'Europe de judo 1981
Navigation
Édition précédente Édition suivante
La 30e édition des championnats d'Europe de judo s'est déroulée pour les hommes les 16 et 17 mai 1981 à Debrecen, en Hongrie. Seules les épreuves individuelles ont été disputées cette année-là, la compétition par équipes ayant été annulée. Les championnats d'Europe féminins, toujours dissociés de l’épreuve masculine, ont eu lieu en Espagne, en mars de la même année (voir article connexe).

## Résultats
| Épreuves             | Or                        | Argent                     | Bronze                                                  |
| -------------------- | ------------------------- | -------------------------- | ------------------------------------------------------- |
| - 60 kg super-légers | Andrzej Dziemianiuk (POL) | Arpad Szabo (ROU)          | Pavel Petrikov I (TCH) Éric Maurel (FRA)                |
| - 65 kg mi-légers    | Constantin Niculae (ROU)  | Thierry Rey (FRA)          | Josef Reiter (AUT) Sergio Cardell (ESP)                 |
| - 71 kg légers       | Karl-Heinz Lehmann (GDR)  | Sándor Nagysolymosi (HUN)  | Iliyan Nedkov (BUL) Simion Toplicean (ROU)              |
| - 78 kg mi-moyens    | Georghi Petrov (BUL)      | Roman Novotny (TCH)        | Andrzej Sadej (POL) Shota Khabareli (URS)               |
| - 86 kg moyens       | David Bodaveli (URS)      | Bernard Tchoullouyan (FRA) | Wolfgang Frank (FRG) János Gyáni (HUN)                  |
| - 95 kg mi-lourds    | Roger Vachon (FRA)        | Tengiz Khubuluri (URS)     | Robert Van De Walle (BEL) Ulf Rettig (GDR)              |
| + 95 kg lourds       | Grigory Verichev (URS)    | Dimitar Zapryanov (BUL)    | Alexander V.der Groeben (FRG) Laurent Del Colombo (FRA) |
| Toutes catégories    | Wojciech Reszko (POL)     | Willy Wilhelm (NED)        | Andras Ozsvar (HUN) Arthur Schnabel (FRG)               |

## Tableau des médailles
| Rang | Nation               | Or | Argent | Bronze | Total |
| ---- | -------------------- | -- | ------ | ------ | ----- |
| 1    | Union soviétique     | 2  | 1      | 1      | 4     |
| 2    | Pologne              | 2  | 0      | 1      | 3     |
| 3    | France               | 1  | 2      | 2      | 5     |
| 4    | Bulgarie             | 1  | 1      | 1      | 3     |
| 4    | Roumanie             | 1  | 1      | 1      | 3     |
| 6    | Allemagne de l'Est   | 1  | 0      | 1      | 2     |
| 7    | Hongrie              | 0  | 1      | 2      | 3     |
| 8    | Tchécoslovaquie      | 0  | 1      | 1      | 2     |
| 9    | Pays-Bas             | 0  | 1      | 0      | 1     |
| 10   | Allemagne de l'Ouest | 0  | 0      | 3      | 3     |
| 10   | Belgique             | 0  | 0      | 1      | 1     |
| 10   | Autriche             | 0  | 0      | 1      | 1     |
| 10   | Espagne              | 0  | 0      | 1      | 1     |
|      |                      | 8  | 8      | 16     | 32    |

## Sources
- Podiums complets sur le site JudoInside.com.

- Podiums complets sur le site Les-Sports.info.